# Fichtenzapfen-Stromabecherling
Der Fichtenzapfen-Stromabecherling (Rutstroemia bulgarioides, syn. Ciboria bulgarioides), manchmal nur Fichtenzapfen-Becherling genannt, ist eine Pilzart aus der Familie der Stromabecherverwandte (Rutstroemiaceae), die auf feuchten Fichtenzapfen vorkommt.

## Merkmale

### Makroskopische Merkmale
Die Fruchtkörper wachsen zu mehreren auf Fichtenzapfen und sind flach ausgebreitete Apothecien, die 3 bis 10 Millimeter groß werden. Sie sind schwarz-braun und besitzen einen kurzen Stiel. Die dunkel olivfarbene Fruchtschicht ist meist runzelig.

### Mikroskopische Merkmale
Die Sporen sind hyalin, leicht elliptisch, glatt und unseptiert. Sie werden 7 bis 10 × 3,5 bis 5,5 Mikrometer groß.

## Ökologie und Verbreitung
Der Fichtenzapfen-Stromabecherling wächst  saprophytisch auf feuchten Fichtenzapfen der  in moosreichen Nadelwäldern. Er fruktifiziert oft gesellig meist direkt nach der Schneeschmelze im Spätwinter und Vorfrühling. Er ist in montanen bis subalpinen Fichtenwäldern weit verbreitet, besonders im Schwarzwald und in den Alpen- und Alpenvorland, variiert aber von Jahr zu Jahr. In Österreich wurde er in allen Bundesländern außer Wien gefunden. Er kommt in Mittel- und Nordeuropa vor.

## Systematik
Der Fichtenzapfen-Stromabecherling wurde 1867 von Gottlob Ludwig Rabenhorst als Peziza bulgarioides erstmals beschrieben. Petter Adolf Karsten stellte ihn 1871 in die neu errichtete Gattung Rutstroemia.  Allerdings nannte er dafür keine Typusart. Edwin Earle Honey stellt den Fichtenzapfen-Stromabecherling nachträglich 1928 als Lectotypus für Rutstroemia auf. Allerdings wurde er von White wiederum aus der Gattung ausgeschlossen. Dumont und Korf zeigten schließlich 1972, dass Rutstroemia bulgarioides doch die Typusart sein müsse. 
Es gibt aber noch mehr Synonyme: So wurde er als Piceomphale bulgarioides (Rabenh.) Svrcek 1957 in die monophyletische Gattung Piceomphale  gestellt. Hans-Otto Baral stellte ihn in die Gattung der Fruchtbecherlinge als Ciboria bulgarioides (Rabenh.) Baral 1985.